# Ли Ман Хи
Ли Ман Хи (кор. 이만희?, 李萬熙?; род. 15 сентября 1931, Punggak, Японская империя) — южнокорейский религиозный деятель, основатель христианской церкви Синчхонджи, которая обвиняется в религиозном оккультизме. СМИ называют Ли Ман Хи «лжепророком».

## Биография
Ли Ман Хи родился 15 сентября 1931 года в уезде Чхондо провинции Кёнсан-Пукто. Прежде чем основать собственное религиозное движение, он был участником религиозных движений «Оливковое дерево» и «Храм скинии».
Во время Корейской войны служил в 7-й пехотной дивизии Южнокорейской армии. После войны вернулся в родную деревню, где работал крестьянином.

### Вспышка COVID-19
22 февраля 2020 года Южная Корея подтвердила, что 231 из 433 случаев COVID-19 были обнаружены в Синчхонджи. Ли Ман Хи назвал коронавирус «делом дьявола», призванным остановить рост Синчхонджи, однако отменил все собрания. Корейские центры по контролю и профилактике заболеваний заявили, что практика собраний сторонников на религиозных службах, возможно, способствовала быстрому распространению этой болезни.